# Johann Christoph Weiß
Johann Christoph Weiß (* 1663 in Naila; † 3. April 1725 in Hof) war evangelischer Theologe und Rektor des Hofer Gymnasiums. 

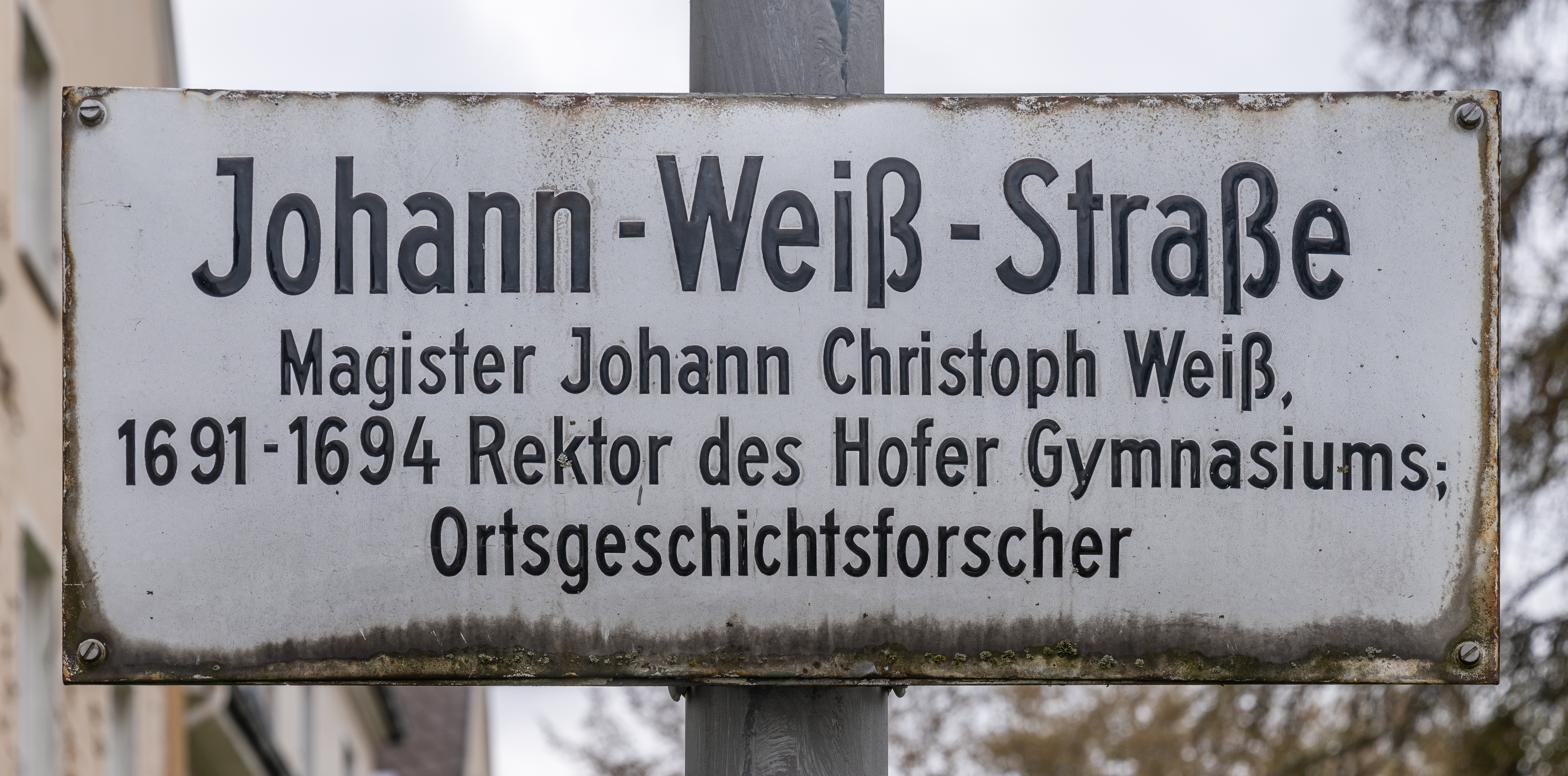
Gedenktafel in der nach ihm benannten Straße

Johann Christoph Weiß besuchte selbst das Gymnasium in Hof und setzte seine theologischen Studien in Leipzig und später in Wittenberg fort. Wieder in Hof übernahm er das Pfarramt in Selb und bekleidete später geistliche Ämter in der Stadt selbst. Er stieg an der Schule 1687 bis zum Konrektor und anschließend 1691 zum Rektor, als Nachfolger von Johann Christoph Layritz, auf. Verdienste erwarb er sich durch Schriften zur Geschichte der Schule und zur Hofer Kirchengeschichte. Er bemühte sich u. a. den Plan seines Vorgängers Layritz zur Erstellung einer Stadtchronik fortzuführen. Das Werk blieb mit 338 Druckseiten jedoch unvollendet. 1695 wechselte Weiß in den Kirchendienst.   
Weiß war verheiratet mit Katharina, einer Tochter des Hofer Bürgers und Metzgers Adam Hagen. Aus der Ehe stammten zwölf Kinder, von denen mehrere das Kindesalter nicht überlebten. Seinen gleichnamigen ältesten Sohn führte er als Prediger in der Lorenzkirche ein. Sein jüngster Sohn Johann Nikolaus wurde Professor in Altdorf.
Nachdem er 1722 nur knapp einer Feuersbrunst in der Schmidtschen Fabrik entgangen war, starb er 1725. Er wurde, getragen von zwölf Landgeistlichen, feierlich in einer Gruft bei der Lorenzkirche bestattet. In Hof wurde die Johann-Weiß-Straße ihm zu Ehren benannt.